# Starzenice
Starzenice est une localité polonaise de la gmina et du powiat de Wieluń en voïvodie de Łódź.